# 1095
Năm 1095 là một năm trong lịch Julius.